# Таймень (байдарка)
Тайме́нь — тип туристской каркасной байдарки второго поколения. Выпускается заводом «Салют» с конца 1970-х годов. Двухместная или трёхместная.
Байдарка состоит из оболочки и каркаса, а также комплектуется рулём. Как и большинство разборных каркасных байдарок, она имеет ряд продольных (кильсон, стрингеры,привальные брусья, фальшборта) и поперечных (шпангоуты) деталей каркаса. Каркас сделан таким образом, что при сборке сначала собирают отдельно носовую и кормовую части каркаса (при этом шпангоуты крепятся к кильсону, а через специальные проушины шпангоутов соединяются детали продольного каркаса). Затем обе половины каркаса вставляют в оболочку, которую часто называют «шкурой» или «галошей», и соединяют нос и корму вместе, одновременно натягивая оболочку.

## История создания и производства
Достоверных сведений об истории создания байдарок «Таймень» немного. Известно лишь, что выпускались они на заводе ММПП «Салют», а также, что конструктором считается Строгонов Валентин Алексеевич.
 В 2017 году им на личные средства была издана книга "Откровенные рассказы старого лодочника", в которой описана история "Тайменей" и роль автора в их появлении. Электронная версия книги доступна бесплатно в сети интернет. В середине нулевых годов завод "Салют" выпуск "Тайменей" прекратил. Несколько интересных статей о конструировании и испытаниях "Тайменей" были опубликованы в журнале "Катера и Яхты".

## Особенности байдарок «Таймень»
Фальшборта и кильсон у «Тайменей» (в отличие от «Салютов») цельнометаллические, что увеличивает надёжность и уменьшает хрупкость креплений деталей. Шпангоуты замкнутые, что не позволяет им сильно деформироваться при различного рода ударах, а также увеличивает их прочность. «Таймени» имеют подъём («подрезку») штевней, что делает их манёвренней. Ходкость у «Тайменей» лучше, чем у «Салютов». Имеются фартуки со срывными юбочками и гермоупаковки для снаряжения.
В походе данная байдарка легко ремонтируется.

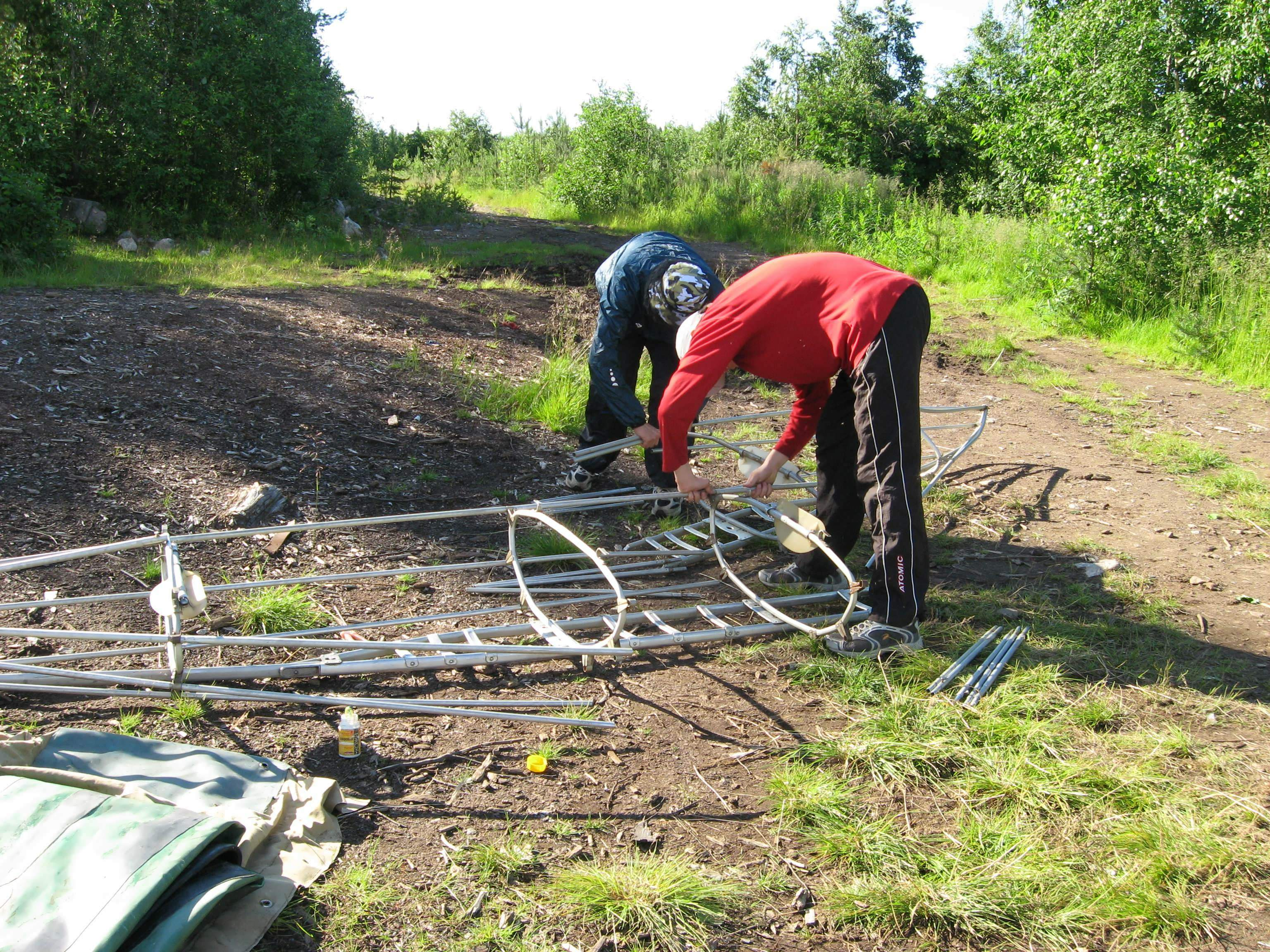
«Таймень-3» в процессе сборки. Видны кормовая (ближе) и носовая (дальше) части каркаса и свёрнутая штатная оболочка из прорезиненной ткани (на переднем плане).

Недостаток «Тайменей» — длинная (1,45 м), неудобная в транспортировке упаковка. Также байдарка имеет большую осадку из-за большой массы и килеватости. Вследствие чего часты случаи повреждения оболочки о камни, ветки брёвен и другое. Для сложных походов требуется доработка — проклейка оболочки (шкуры) под стрингерами и кильсоном, шитьё фартука, юбок.

## Конструкция
Зачастую, туристы-водники не пользуются рулевым управлением, так как это непросто, а зачастую даже мешает (в порогах руль просто оторвётся). Управляет байдаркой кормовой член экипажа (капитан), так как ему гораздо проще повернуть байдарку, нежели носовому гребцу. В неспортивных или дальних «прогулочных» походах установка руля позволяет экономить силы, незначительно усложняя конструкцию при сборке.
При сборке вёсел на каждое цевье установите водосбрасывающее резиновое кольцо. Затем два цевья соедините со средником, при этом обратите внимание на то, чтобы фиксаторы цевья вошли в отверстия средника. Отверстия средника дают возможность устанавливать лопасти (одну относительно другой) под углом 90°.
Замечание: Следует иметь в виду, что на рисунке изображено весло с лопастями под углом 0°. Однако они могут быть развёрнуты друг относительно друга на 90°, тогда верхняя лопасть испытывает наименьшее сопротивление воздуха. Основной же причиной распространения "косых" вёсел у байдарочников и каякеров является физиологическая особенность строения рук человека: при гребке левым веслом левая рука тянет, а правая толкает, поэтому левому запястью лучше быть выпрямленным, правому — согнутым. При гребке — наоборот. Такую технику проще всего обеспечить жёстким хватом одной ладони, прокручиванием в другой, и разворотом лопастей на 80-90°. Штатные вёсла «Тайменей» позволяют выставлять углы в 0° («прямое весло», проще научиться грести, но устают запястья), ±90° («правое» или «левое», «косое», используется большинством опытных гребцов) или 180° (не используется).

## Типы байдарок «Таймень»
Существует 3 типа байдарок «Таймень»: «Таймень-1», «Таймень-2» и «Таймень-3».

### «Таймень-1»
В 70-80 гг. XX века данная байдарка была единственной одноместной байдаркой, выпускаемой промышленностью СССР. Исторически была первой байдаркой в модельном ряду «Тайменей». Было выпущено всего несколько сотен экземпляров, после чего производство было прекращено и производиться стали только «Таймень-2» и «Таймень-3». Имеет достаточно большую грузоподъёмность и запас плавучести, может применяться в дальних путешествиях. Каркас цельнометаллический, удобный в сборке и разборке. Байдарка комплектуется фартуком со срывной юбочкой и гермоупаковками. По характеристикам «Таймень-1» ближе всего к «Колибри» — двухместной прогулочной байдарке. «Таймень-1» можно было бы использовать как прогулочную двойку, однако форма кокпита не позволяет разместить гребца. Однако во многих случаях форма кокпита при необходимости дорабатывается для этих целей. Конструктивно сильно отличается от старших двух- и трёхместных моделей. Собрать «Таймень-1» из «Таймень-2» невозможно.

### «Таймень-2»

Байдарка «Таймень-2» с оболочкой из ПВХ и фартуком

Двухместная байдарка. Самая популярная из серии «Тайменей» и всех остальных байдарок, эксплуатируемых в России. Отличительная особенность их — значительное, почти как у каноэ, разнесение мест гребцов. Это исключает столкновение весел гребцов, упрощает упаковку и загрузку, увеличивает манёвренность, но острые обводы носовых окончаний ухудшают всхожесть на волну.

### «Таймень-3»
Трёхместная байдарка. Отличается от двухместной только вставкой в кильсон длиной 0,7 м, дополнительным шпангоутом со спинкой, дополнительным сиденьем и веслом. Так как байдарка длиннее, чем двухместная, то её манёвренность хуже, а ходкость и остойчивость лучше.
Другие отличия представлены в таблице.
| Наименование | Вместимость, чел. | Грузо- подъемность, кг | Длина, м | Ширина, м | Высота приваль- ного бруса, мм | Осадка, м | Полное водоизмещение, кг | Запас плавучести, кг | Вес корпуса, кг | Вес комплекта, кг |
| ------------ | ----------------- | ---------------------- | -------- | --------- | ------------------------------ | --------- | ------------------------ | -------------------- | --------------- | ----------------- |
| «Таймень-1»  | 1                 | 150                    | 4,00     | 0,75      | 250                            | 0,14      | 280                      | 155                  | 17              | 22                |
| «Таймень-2»  | 2                 | 250                    | 5,00     | 0,85      | 270                            | 0,15      | 550                      | 300                  | 25              | 32                |
| «Таймень-3»  | 3                 | 375                    | 5,70     | 0,88      | 270                            | 0,17      | 700                      | 325                  | 30              | 38                |